# Борне (Штасфурт)
Борне (нем. Borne) — община в Германии, в земле Саксония-Анхальт.
Входит в состав района Зальцланд. Подчиняется управлению Эгельнер Мульде. Население составляет 1313 человек (на 31 декабря 2010 года). Занимает площадь 15,32 км².